# Radka Fišarová

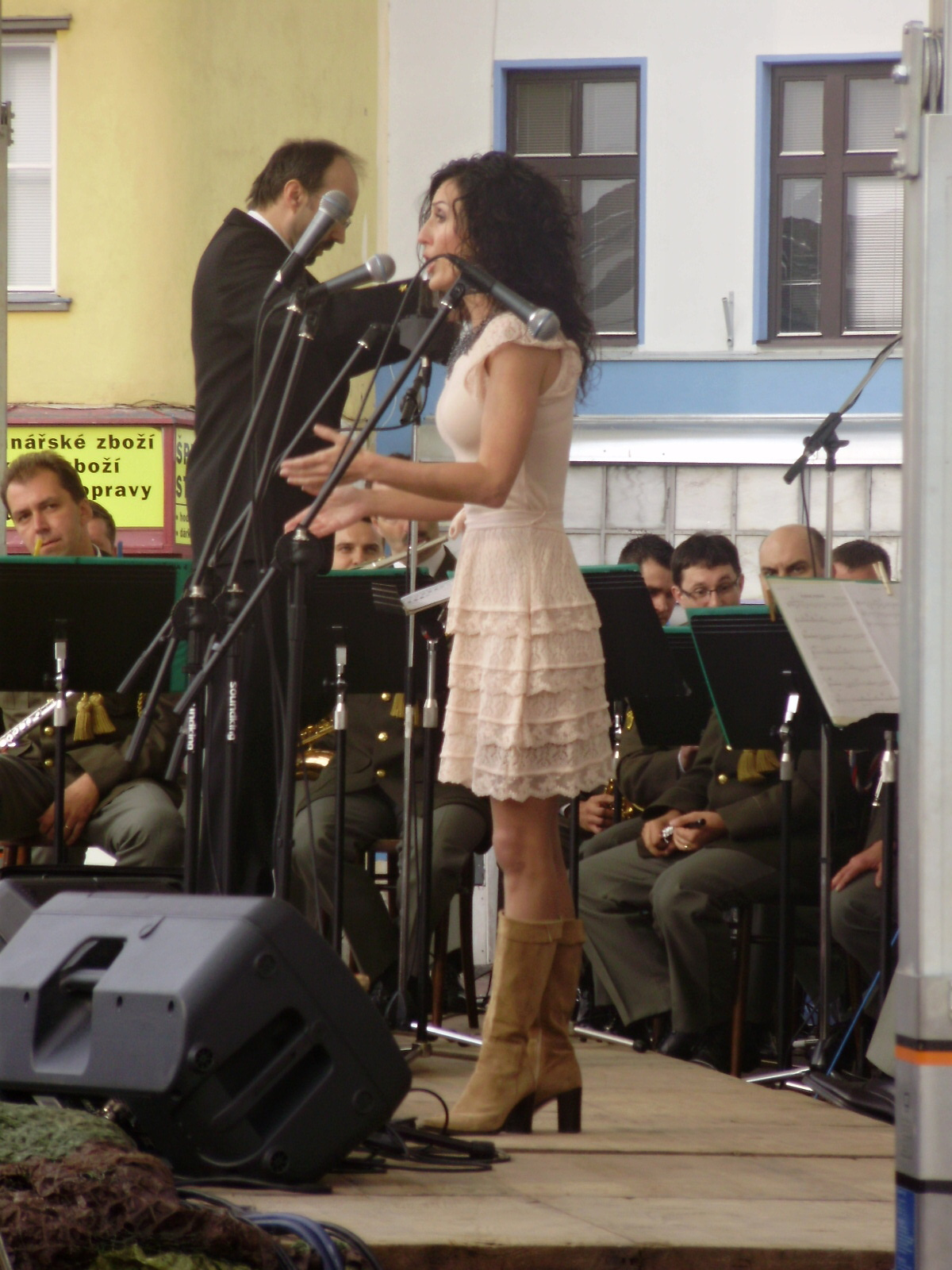
Radka Fišarová ve Vyškově 2010

Radka Fišarová (* 19. prosince 1977, Praha) je česká zpěvačka, známá muzikálová a šansonová zpěvačka.

## Hudební činnost
Od pěti let zpívala v souboru Bambini di Praga, později ve folkové skupině Fišle. Založila skupinu Auris, se kterou vydala dvě CD. Vystudovala Konzervatoř Jaroslava Ježka. V minulosti koncertovala s Jazzovým triem s programem Malá pocta velké Edith, několikrát vystoupila s i Klarinet Factory (dříve České klarinetové kvarteto). V současné době vystupuje v rámci divadla Studio DVA s recitálem Ničeho nelituji – Pocta Édith Piaf.

## Rodina
Má syna Oskara.

## Muzikály
- 1997 Vlasy – Leatha a Crissy, Divadlo Pyramida
- 1998 Evita – Evita (v alternaci s Terezou Sloukovou), Divadlo Spirála[3]
- 2000 Edith: vrabčák z předměstí – Edith Piaf, Divadlo Josefa Kajetána Tyla[4]
- 2002 Kleopatra – Kleopatra (v alternaci s Monikou Absolonovou, Ilonou Csákovou a Bárou Basikovou) a Fulvie (v alternaci s Lindou Finkovou, Markétou Zehrerovou a Sylvou Schneiderovou), Divadlo Broadway
- 2003 Lucrezia Borgia – Lucrezia Borgia (v alternaci s Bárou Basikovou), Národní divadlo[5]
- 2003 Rebelové – Alžběta (v alternaci s Monikou Absolonovou), Divadlo Broadway
- 2004 Tři mušketýři – královna Anna (v alternaci s Petrou Janů, Markétou Zehrerovou a Sylvou Schneiderovou), Divadlo Broadway
- 2005 Elixír života – Helena & Edita (v alternaci s Lucií Bílou a Terezou Hálovou), Divadlo Ta Fantastika
- 2007 Angelika – Contoire (v alternaci s Lindou Finkovou a Petrou Janů), Divadlo Broadway
- 2008 Tři mušketýři – Mylady (v alternaci s Monikou Absolonovou a Sylvou Schneiderovou), Divadlo Hybernia
- 2009 Dracula – Lorraine (v alternaci s Monikou Absolonovou a Leonou Machálkovou)
- 2010 Touha – Karin (v roli nahradila Lucii Vondráčkovou a Zuzanu Krištofovou-Kolářovou), Divadlo Kalich[6]
- 2011 Quasimodo – Gudula (v alternaci s Vandou Károlyi-Konečnou a Luďkou Kuralovou), Divadlo Hybernia
- 2011 Kat Mydlář – Dorotka (v alternaci s Martou Jandovou a Alžbetou Bartošovou), Divadlo Broadway
- 2014 Mamma Mia! – Tanya (v alternaci s Olgou Lounovou, Michaelou Noskovou a Adélou Gondíkovou), Kongresové centrum Praha
- 2015 Evita – Evita (v roli dočasně nahradila Moniku Absolonovou), Studio DVA[7]
- 2016 Angelika – Contoire (v alternaci s Yvettou Blanarovičovou a Olgou Lounovou), Divadlo Broadway
- 2017 Casanova – hraběnka Karolína z Dubna (v alternaci s Ditou Hořínkovou), Severočeské divadlo opery a baletu
- 2017 Muž se železnou maskou – královna Anna Rakouská (v alternaci s Ivou Marešovou, Helenou Vondráčkovou a Michaelou Gemrotovou), Divadlo Broadway
- 2019 Kvítek mandragory – Tereza Demlová (v alternaci s Yvettou Blanarovičovou), Divadlo Broadway
- 2020 Kat Mydlář – Žofie Pešanová (v alternaci s Kateřinou Brožovou a Michaelou Zemánkovou), Divadlo Broadway

## Diskografie
- 1995 Style Baby Baby
- 1995 Auris Město
- 1996 Auris Koledování s Miroslavem Horníčkem
- 2003 Pod pařížským nebem
- 2008 Paris..Paris..
- 2011 Pocta Edith Piaf
- 204/2015 Rendez-vouz

### Kompilace
- 2000 Co láska si žádá – Fischer Entertainment, singl (píseň Co láska si žádá zpívá 10 zpěvaček mezi nimi Radka Fišarová, Denisa Marková, Kateřina Mátlová, Kateřina Nováková, Alice Konečná, Daniela Šinkorová, Věra Špinarová, Markéta Vítková)
- 2001 Co láska si žádá – Fischer Entertainment, CD

## Filmografie
- 1995 videoklip Style Baby Baby
- 1996 Eine kleine jazzmuzic
- 2002 Popelka II: Splněný sen
- 2006 Pravidla lži
- 2010 Zvonilka a velká záchranná výprava
- 2012 Rebelka
- 2015 Zázračné kouzlo
- 2017 My Little Pony